# Championnat d'Europe masculin de rink hockey 1948
Championnat du Monde 1948 et Coupe des Nations 1948
Navigation
Championnat d'Europe/du monde masculin 1947 Championnat d'Europe/du monde masculin 1949
Le Championnat d'Europe de rink hockey masculin 1948 est simultanément la 14e édition du championnat d'Europe et la 4e édition du championnat du monde de rink hockey, organisée à Montreux en Suisse.
L'équipe du Portugal remporte pour la seconde fois consécutive les titres européen et mondial de rink hockey.

## Participants
En plus des huit équipes européennes, la fédération nationale lance des invitations à cinq équipes non-européennes. Attribué en 1947, c'est la seconde fois que la seconde fois que Montreux organise cette compétitions. 
Neuf équipes prennent part à cette compétition.
- Angleterre
- Belgique
- Égypte
- Espagne
- France
- Italie
- Pays-Bas
- Portugal
- Suisse

## Résultats
| Rang | Équipe     | Pts | J | G | N | P | Bp | Bc  | Diff |  | Résultats  |  |     |     |     |      |     |     |      |      |
| ---- | ---------- | --- | - | - | - | - | -- | --- | ---- |  | ---------- |  | --- | --- | --- | ---- | --- | --- | ---- | ---- |
| 1    | Portugal   | 14  | 8 | 7 | 0 | 1 | 56 | 8   | +48  |  | Portugal   |  | 1-2 | 3-1 | 3-1 | 10-0 | 5-4 | 6-0 | 13-0 | 15-0 |
| 2    | Angleterre | 14  | 8 | 5 | 2 | 0 | 45 | 11  | +34  |  | Angleterre |  |     | 3-2 | 2-2 | 5-1  | 5-1 | 3-3 | 8-1  | 17-0 |
| 3    | Italie     | 12  | 8 | 6 | 0 | 2 | 48 | 14  | +34  |  | Italie     |  |     |     | 8-0 | 8-2  | 8-3 | 7-3 | 7-0  | 15-0 |
| 4    | Espagne    | 11  | 8 | 5 | 1 | 2 | 48 | 13  | +35  |  | Espagne    |  |     |     |     | 4-2  | 6-3 | 5-0 | 14-0 | 16-0 |
| 5    | Belgique   | 8   | 8 | 4 | 0 | 4 | 27 | 25  | +2   |  | Belgique   |  |     |     |     |      | 3-1 | 2-0 | 2-0  | 15-0 |
| 6    | Suisse     | 6   | 8 | 3 | 0 | 5 | 33 | 29  | +4   |  | Suisse     |  |     |     |     |      |     | 5-2 | 7-0  | 9-0  |
| 7    | France     | 5   | 8 | 2 | 1 | 5 | 21 | 29  | -8   |  | France     |  |     |     |     |      |     |     | 5-1  | 8-0  |
| 8    | Égypte     | 2   | 8 | 1 | 0 | 7 | 7  | 56  | -49  |  | Égypte     |  |     |     |     |      |     |     |      | 5-0  |
| 9    | Pays-Bas   | 0   | 8 | 0 | 0 | 8 | 0  | 100 | -100 |  | Pays-Bas   |  |     |     |     |      |     |     |      |      |